# Sabrina Spellman
Sabrina Spellman è un personaggio immaginario ideato da Nell Scovell e protagonista della serie a fumetti Sabrina, vita da strega (Sabrina, The Teenage Witch). È figlia di uno stregone e di una donna umana. Dal fumetto sono stati tratti tre film per la TV, una serie televisiva, Sabrina, vita da strega, e diverse serie animate. Nel 2014 il personaggio ha subito un reboot con una nuova serie a fumetti intitolata Le terrificanti avventure di Sabrina a cui è ispirata la serie TV omonima prodotta da Netflix nel 2018.

## Storia editoriale
Il personaggio esordì nel n. 22 della serie a fumetti Archie's Mad House nel 1962. Era destinata a non apparire più ma ai lettori piacque e perciò fece ritorno qualche numero dopo; fece poi regolari apparizioni nella serie a fumetti Archie's Laugh TV-Out, pubblicata dal 1969 al 1985, per 106 numeri complessivi. Sabrina ha anche avuto un fumetto dedicato, Sabrina, The Teenage Witch, dal 1971 al 1983. Il personaggio compare occasionalmente in altri fumetti dello stesso editore, la Archie Comics, dove fa visita a personaggi come Archie, Betty Cooper, Veronica Lodge, e Jughead Jones.
Graficamente il personaggio si è modificato negli anni risultando, rispetto alle origini, molto diverso, diversamente dagli altri personaggi della serie di Archie, la cui fisionomia è rimasta piuttosto fedele nel tempo. Fra gli autori delle storie ci furono Nancy Holder, Diana G. Gallagher e Mel Odom.

### Biografia immaginaria
In origine, Sabrina è stata creata dalle sue due zie, Hilda e Zelda Spellman, da una pozione magica che si è rivelata sbagliata. Tuttavia, ciò è stato successivamente modificato dalla sitcom del 1996, in cui viene spiegato che Sabrina è una "mezza strega" (sua madre è un essere umano normale, o "mortale" come li chiamano le streghe, mentre suo padre è uno stregone). Vive con Hilda e Zelda (entrambe streghe stesse) nella città immaginaria di Greendale, che si trova da qualche parte vicino a Riverdale, la casa di Archie Andrews, mentre suo padre è via. La serie live action del 1996 ha anche dato a Sabrina e alle sue zie il cognome "Spellman". Anche Salem Saberhagen vive con le tre donne come animale domestico di famiglia. Nelle storie a fumetti originali Salem era un tipico gatto che non parlava. La sitcom del 1996 ha introdotto l'idea che Salem fosse uno stregone che è stato trasformato in un gatto come punizione per aver tentato di dominare il mondo.
La maggior parte delle avventure di Sabrina consistono in Sabrina che cerca di usare i suoi poteri in segreto per aiutare gli altri (le streghe in genere non sono autorizzate a parlare ai mortali delle loro capacità o esistenza) o che affronta le prove quotidiane dell'essere un'adolescente. Un tema ricorrente nelle storie di Sabrina è il suo imparare di più sull'uso corretto dei suoi poteri, tramite le zie o dai viaggi in una dimensione magica che è la casa di varie creature magiche/mitologiche, comprese altre streghe. A questa dimensione vengono dati vari nomi; i fumetti della metà degli anni 2000 lo chiamano "Reame magico", mentre la sitcom live-action lo chiama "Altro Regno". Queste avventure contenevano anche momenti in cui Sabrina doveva agire come un supereroe in alcune occasioni.
Il principale interesse amoroso di Sabrina è il suo ragazzo mortale di nome Harvey Kinkle che, come quasi tutti gli altri mortali nel mondo di Sabrina, non sa che la sua ragazza è una strega.

## Altri media

### Televisione

#### Serie televisive
Il primo adattamento del fumetto fu un film TV con l'omonimo titolo nel 1996. Da questo film partirà la serie televisiva Sabrina, vita da strega nello stesso anno. La serie televisiva è stata prodotta dal 1996 al 2003, realizzando sette stagioni. Le prime quattro vengono mandate in onda dalla ABC, le ultime tre dalla Warner Bros. Sabrina in ogni occasione viene interpretata da Melissa Joan Hart. Ci sono invece persone differenti ad interpretare il ruolo di Harvey, Hilda e Zelda nella serie TV rispetto al film da cui prende spunto. Marnie Littlefield (il nome della migliore amica di Sabrina nel film), ha un nuovo nome, Jenny Kelley, ma rimane la migliore amica di Sabrina. Sono stati girati due film: Sabrina - Vacanze romane (1998) e Sabrina nell'isola delle sirene (1999). I film sono indipendenti dalla serie televisiva.
Nell'ottobre 2018 esordì la serie Le terrificanti avventure di Sabrina (Chilling Adventures of Sabrina), spin-off della serie televisiva Riverdale. Il progetto, inizialmente sviluppato dalla Warner Bros. Television e dalla Berlanti Productions per la stagione televisiva 2018-2019 della CW, avrebbe mostrato una versione più cupa e tesa della storia di Sabrina, secondo la linea dell'omonima serie a fumetti (in Italia Le terrificanti avventure di Sabrina). Il 1º dicembre 2017 la serie è stata acquisita da Netflix, la quale già distribuisce Riverdale internazionalmente, ordinando formalmente la produzione di due stagioni da 10 episodi ciascuna. L'episodio pilota sarà scritto e diritto da Roberto Aguirre-Sacasa, che sarà anche produttore esecutivo insieme a Greg Berlanti, Sarah Schechter, Jon Goldwater e Lee Toland Krieger. Il 5 gennaio 2018 viene annunciato che Kiernan Shipka interpreterà Sabrina.. Il 5 febbraio 2018 viene annunciato che Jaz Sinclair interpreterà Rosalind Walker, la migliore amica di Sabrina.

#### Serie televisive animate
Il primo cartone animato, Archie e Sabrina, fedele al fumetto, fu mandato in onda nel 1969 sulla rete televisiva americana CBS. in questa versione Sabrina è ancora come era stata originariamente concepita, una ragazza alta e slanciata, con i capelli bianchi e le lentiggini. In seguito riappare protagonista nella propria serie animata del 1971, Sabrina the Teenage Witch.
Nel 1999, a seguito della fortunata serie televisiva live action Sabrina, vita da strega, al personaggio venne dedicata una nuova serie d'animazione, con un ruolo da protagonista, Sabrina, prodotta dalla DIC Entertainment (all'epoca di proprietà della Disney) con la sceneggiatura di Josh Stolberg e Sean Abley. Sabrina qui ha solo 12 anni e frequenta la scuola media. Oltre alle zie Hilda e Zelda e Salem, è presente anche lo zio Quigley, che non ha poteri ed essendo il più vecchio è anche il più saggio e cerca sempre di tenere a bada tanto Sabrina quanto le esuberanti zie. La più cara amica di Sabrina è Chloe Flan, una ragazza afro-americana, che è l'unica ad essere a conoscenza delle doti magiche di Sabrina. In una puntata, si scopre avere una tremenda paura delle siringhe, che riesce a superare. Nel telefilm la sua migliore amica è Jenny Kelley, successivamente Valerie Birkhead e infine Dreama, ma nessuna delle prime due sa dei suoi poteri mentre la terza è una strega come lei. Per il resto la serie animata è molto simile alle prime quattro stagioni della serie televisiva.
Nel 2003 è stato prodotto il prosieguo della serie e del film d'animazione del 2002 tratto da essa, Sabrina - Amiche per sempre, dal titolo Sabrina: La mia vita segreta (serie di 26 episodi trasmessi in Italia sul canale Frisbee). In questa serie la migliore amica di Sabrina si chiama Maritza e non è al corrente dei suoi poteri, inoltre Sabrina ha una rivale che si chiama Cassandra, la nipote della regina delle streghe Enchantra.
Nel 2013 è stata prodotta un'ulteriore serie animata incentrata sul personaggio, Sabrina vita da strega (Sabrina: Secrets of a Teenage Witch), realizzata in computer grafica 3D. In questa serie sono presenti ancora una volta i personaggi storici di Harvey, Salem, le zie Hilda e Zelda ed Enchantra (già apparsa nella serie animata del 2003), a cui sono stati affiancati nuovi personaggi.

## Biografia del personaggio
È nata da Edward Spellman, stregone, e Diana, mortale. Suo padre ha almeno 4 sorelle: Vesta, che appare una sola volta nella prima stagione di Sabrina, vita da strega, Hilda e Zelda, le zie che ospitano Sabrina (fino alla quinta stagione della stessa serie televisiva) e Sophia, una strega che vive a Roma identica a Sabrina. Quest'ultima, come ogni membro della famiglia Spellman, ha anche un gemello cattivo; la sua si chiama Katrina. I suoi genitori hanno divorziato quando aveva dieci anni e la sua matrigna si chiama Gail Kippling Spellman, che vive col padre a Parigi e il figlio avuto dal nuovo matrimonio, Donald. Irma invece è la matriarca della famiglia Spellman, molto temuta per la potenza dei suoi poteri. Sabrina ha anche molti altri parenti, come il cugino Larry, zia Beulah, la cugina Zsa Zsa e Marigold. La figlia di quest'ultima, Amanda, apparirà in molti episodi dando spesso il tormento alla povera Sabrina, anche se avrà un ruolo fondamentale per il finale della serie televisiva. Sabrina ha una nonna, morta quand'era piccola, che ha rivisto a sedici anni grazie a un biglietto magico regalatole dalle zie Hilda e Zelda.
Non si conosce l'esatto anno di nascita di Sabrina Spellman, visto che nelle diverse serie TV ella compie il suo sedicesimo compleanno in anni completamente differenti. Sabrina è un personaggio attivo, capace di prendersi in giro e di prendere in giro l'ossessione per le mode, gli approcci difficili con gli adulti e le tipiche contraddizioni degli adolescenti.
Nel corso delle sette stagioni della prima serie televisiva live action si assiste a una vera e propria maturazione della streghetta: all'inizio è una giovane adolescente un po' timida e imbranata, ma in seguito, anche grazie alla buona educazione ricevuta dalle zie, riuscirà a compiere sempre le scelte giuste, anche quelle che possono cambiare la vita.
Sabrina, in quanto strega, può far apparire e scomparire oggetti e persone, levitare e muovere gli oggetti con la sola forza della mente, teletrasportarsi e fare molte altre cose semplicemente sfregandosi la guancia e pensando alla magia da compiere.
Nella serie live action Sabrina, vita da strega, il gesto magico è stato cambiato con un più semplice puntare il dito: spesso, prima di farlo, pronuncia anche una formula in rima, soprattutto quando deve fare incantesimi più specifici, come far nevicare o diventare muta. Quando ha bisogno di trovare un incantesimo per risolvere un problema consulta il libro magico, che le è stato regalato dalle zie per il suo sedicesimo compleanno. A volte non basta il dito e così ricorre al laboratorio di sua zia Zelda per creare ad esempio cibi e bibite magiche. Altre volte, nella serie della DIC, la ragazza chiede consiglio a uno spirito che vive in un vaso nella cucina di casa: l'effetto della magia che ne deriva, però, non è sempre quello che Sabrina voleva, in dipendenza da effetti che Sabrina non aveva tenuto in conto.